# Реметський потік
Реметський потік (словац. Remetský potok) — річка; права притока Млинського потоку, протікає в округах Собранці і Михайлівці.
Довжина приблизно 7,9-8,4 км. Витік знаходиться в масиві Східнословацька рівнина (геоморфологічна підодиниця Східнословацькі пагорби; схил гори Чорна студня) — на висоті приблизно 345 метрів.
Протікає територією сіл Вишні Ремети; Ремецькі Гамри і Убреж. Впадає у Млинський потік на висоті 145—148 метрів.